# Szergej Ivanovics Beljavszkij
Szergej Ivanovics Beljavszkij (oroszul: Сергей Иванович Белявский; Szentpétervár, 1883. december 4. – Leningrád, 1953. október 13.) szovjet-orosz csillagász. 

## Pályafutása
1939-től a Szovjet Tudományos Akadémia levelező tagja volt. 1909–1925 között a Pulkovói Obszervatórium szimeizi (ma: Szimejiz) kirendeltségét vezette, majd 1937-től 1944-ig a pulkovói csillagvizsgáló igazgatója volt.
Szakterülete a csillagászati objektumok fotometriai vizsgálata, valamint a változócsillagok tanulmányozása volt. 36 aszteroidát és több mint 250 változócsillagot fedezett fel. Ugyancsak az ő nevéhez fűződik a C/1911 S3 Beljawsky üstökös felfedezése 1911-ben. Az általa 1925-ben felfedezett 1074 Beljawskya kisbolygót róla nevezték el.